# 歌声は青空高く
『歌声は青空高く』（うたごえはあおぞらたかく、原題：Follow Me, Boys!）は、1966年、ディズニー製作のアメリカ映画。
原作はピューリッツァー賞作家・マッキンレー・カンターの小説『God and My Country』。流れ者のサクソフォーン吹きから、少年たちのイタズラに悩まされる町のボーイスカウトのリーダーになった男の半生を描く。

## スタッフ
- 製作：ウォルト・ディズニー
- 監督：ノーマン・トーカー
- プロデューサー：ウィンストン・ヒブラー
- 原作：マッキンレー・カンター
- 脚色：ルイス・ペリティア
- 撮影：クリフォード・スタイン
- 音楽：ジョージ・ブランズ

## キャスト
- レム：フレッド・マクマレイ (Fred MacMurray)：元は流れ者のサックス奏者。しかし、堅実な仕事に就きたいと思っている。バイダに気に入られようと、ボーイスカウトの指導者を買って出る。
- バイダ：ベラ・マイルズ (Vera Miles)：少年たちのイタズラを収めるため、ボーイスカウトの結団を提案する。
- ヘティ：リリアン・ギッシュ (Lillian Gish)：町の資産家。
- ジョン：チャールズ・ラグルズ (Charles Ruggles)：雑貨店の店主。レムを雇う。
- ラルフ：エリオット・リード (Elliott Reid)：バイダの恋人。
- ホワティ：カート・ラッセル (Kurt Russell)：孤独な少年。後にレムの養子となる。
- ノラ：ルアナ・パットン (Luana Patten)：ホワティの妻。

## 関連事項
- ボーイスカウト